# Сейменс, Нико
Нико Сейменс (нидерл. Nico Sijmens; род. 1 апреля 1978 в Дисте, Бельгия) — бывший бельгийский профессиональный шоссейный велогонщик. Выступал за бельгийские команды «Vlaanderen-T Interim», «Landbouwkrediet-Colnago», «Wanty-Groupe Gobert» и французскую «Cofidis, le Crédit en Ligne».

## Достижения
2000
2-й Гран-при Вильгельма Телля
1-й Этап 3
2-й Круг Валлонии
2001
1-й Этап 4 Тур Соммы
2002
4-й Вуэльта Ла-Риохи
5-й Ле-Самен
2003
1-й Этапы 1 & 4 Тур Австрии
1-й Этапы 3 Сиркуито Монтаньес
1-й Этапы 2 Тур Китая
2-й Хел ван хет Мергелланд
8-й Гран-при Пино Черами
9-й Классика Альмерии
10-й Вуэльта Бургоса
10-й Тур де л'Авенир
10-й Классика Атлантической Луары
2004
1-й Гран-при Пино Черами
3-й Брабантсе Пейл
3-й Гран-при Денена
8-й Тур Кёльна
9-й Гран-при Валлонии
2005
1-й  Регио-Тур
1-й Этап 2
1-й Хел ван хет Мергелланд
2-й Брюссель — Ингойгем
Чемпионат Бельгии
3-й  Групповая гонка
10-й Индивидуальная гонка
3-й Хеспенгау Пейл
6-й Гран-при Ефа Схеренса
9-й Тур Валлонии
2006
2-й Тур Валлонии
1-й Этап 3
5-й Круг Лотарингии
6-й Тур Ду
8-й Три дня Западной Фландрии
8-й Гран-при Ефа Схеренса
10-й Хел ван хет Мергелланд
10-й Ле-Самен
2007
1-й Классика Бевербека
1-й Хел ван хет Мергелланд
7-й Тур Соммы
9-й Гран-при Валлонии
2008
2-й Петли Оны
3-й Дварс дор хет Хагеланд
4-й Ле-Самен
8-й Тур дю От-Вар
9-й Хел ван хет Мергелланд
9-й Тур Плюмелека-Морбиана
10-й Брабантсе Пейл
2009
7-й Париж — Брюссель
2011
9-й Халле — Ингойгем
2012
2-й Петли Майена
1-й Этап 2
8-й Тур Пикардии
2013
1-й  Рона-Альпы Изер Тур
1-й  Очковая классификация
1-й Этап 3
10-й Тур Люксембурга
2014
7-й Петли Оны

## Статистика выступлений

### Гранд-туры
| Гонка           | 2004 | 2010 | 2011 | 2012 | 2013 |
| --------------- | ---- | ---- | ---- | ---- | ---- |
| Джиро д'Италия  | 67   | 104  | —    | —    | —    |
| Тур де Франс    | —    | —    | —    | —    | —    |
| Вуэльта Испании | —    | 94   | 72   | 87   | 78   |

| — | Не участвовал |